# 朝妻村
朝妻村（あさづまむら）は、京都府与謝郡にあった村。現在の伊根町中心部の北方一帯にあたる。

## 地理
- 海洋：若狭湾
- 山岳：蝙蝠岳
- 岬：新井崎

## 歴史
- 1889年（明治22年）4月1日 - 町村制の施行により、大原村・新井村・井室村・六万部村・泊村・津母村・峠村・畑谷村の区域をもって発足。
- 1954年（昭和29年）11月3日 - 伊根村・本庄村・筒川村と合併して伊根町が発足。同日朝妻村廃止。